# Nymphula hydrothionalis
Nymphula hydrothionalis là một loài bướm đêm trong họ Crambidae.